# Diario de Levante
El Diario de Levante fue un periódico español fundado en la ciudad de Alicante durante la Segunda República y tuvo un periodo de vida breve entre 1934 y 1935.

## Historia
El diario fue fundado en septiembre de 1934, por políticos escindidos del Partido Republicano Radical —quienes también fueron sus financiadores—. El diario pasó a ser dirigido por el periodista Emilio Costa Tomás, antiguo director del Diario de Alicante. La publicación mantuvo una orientación ideológica cercana a Unión Republicana. A lo largo de su corta existencia el Diario de Levante mantuvo una relación conflictiva con el gobernador civil Antonio Vázquez Limón, que impuso numerosas multas a la publicación y lograría su hundimiento económico. Publicó su último número el 13 de noviembre de 1935.